# Grensmarks voetbalkampioenschap 1931/32
In 1931/32 werd het derde Grensmarks voetbalkampioenschap gespeeld, dat georganiseerd werd door de Baltische voetbalbond. 
Viktoria Stolp werd kampioen en plaatste zich voor de Baltische eindronde. Als vicekampioen mocht ook Danziger SC naar die eindronde. Danzig werd laatste terwijl Stolp samen met VfB Königsberg op de tweede plaats eindigde. In de wedstrijd om de tweede plaats won Stolp van Königsberg met 0:1. Hierdoor plaatste Stolp zich ook voor de nationale eindronde waarin de club met 3:0 verloor in de eerste ronde van Tennis Borussia Berlin.

## Kreisliga
Vanwege de zware winters in het Baltische gebied kon er soms geruime tijd geen voetbal gespeeld worden, maar de competitie evenwel tijdig afgewerkt moest zijn om aan de nationale eindronde te kunnen deelnemen. Hierop werd geanticipeerd om de competitie van 1931/32 reeds in de herfst van 1930 te laten beginnen. 

### Kreisliga Westpreußen
VfB Deutsch Eylau trok zich in november 1930 terug, de tot dan toe gespeelde wedstrijden werden geschrapt. 
| Plaats | Club                       | Wed.           | W              | G              | V              | Saldo          | Ptn.           |
| ------ | -------------------------- | -------------- | -------------- | -------------- | -------------- | -------------- | -------------- |
| 1.     | SV Viktoria 1910 Elbing    | 10             | 8              | 1              | 1              | 38:11          | 17             |
| 2.     | PSV Elbing                 | 10             | 6              | 3              | 1              | 39:19          | 15             |
| 3.     | MSV Hochmeister Marienburg | 10             | 6              | 0              | 4              | 29:30          | 12             |
| 4.     | VfR Hansa Elbing           | 10             | 5              | 1              | 4              | 29:21          | 11             |
| 5.     | Elbinger SV 1905           | 10             | 2              | 1              | 7              | 27:39          | 5              |
| 6.     | Marienburger SV 1905       | 10             | 0              | 0              | 10             | 15:57          | 0              |
| 7.     | VfB Deutsch Eylau          | Teruggetrokken | Teruggetrokken | Teruggetrokken | Teruggetrokken | Teruggetrokken | Teruggetrokken |

|  | Geplaatst voor Bezirksliga |
|  | Degradatie                 |

### Kreisliga Danzig
| Plaats | Club                    | Wed. | W | G | V | Saldo | Ptn. |
| ------ | ----------------------- | ---- | - | - | - | ----- | ---- |
| 1.     | Danziger SC 1912        | 10   | 5 | 4 | 1 | 26:13 | 14   |
| 2.     | SC Preußen 1909 Danzig  | 10   | 5 | 1 | 4 | 27:24 | 11   |
| 3.     | SV Schutzpolizei Danzig | 10   | 4 | 2 | 4 | 21:23 | 10   |
| 4.     | BuEV Danzig             | 10   | 5 | 0 | 5 | 16:23 | 10   |
| 5.     | SV 1919 Neufahrwasser   | 10   | 4 | 0 | 6 | 25:25 | 8    |
| 6.     | KS Gedania Danzig       | 10   | 3 | 1 | 6 | 18:25 | 7    |

|  | Geplaatst voor Bezirksliga en kampioenschap Vrije Stad Danzig 1932/33 |

### Kreisliga Stolp
| Plaats | Club                    | Wed. | W | G | V  | Saldo | Ptn. |
| ------ | ----------------------- | ---- | - | - | -- | ----- | ---- |
| 1.     | SV Viktoria 1909 Stolp  | 10   | 8 | 2 | 0  | 55:15 | 18   |
| 2.     | SV Sturm 1919 Lauenburg | 11   | 7 | 1 | 3  | 34:20 | 15   |
| 3.     | SV Germania Stolp       | 11   | 7 | 1 | 3  | 30:33 | 15   |
| 4.     | SV Fortuna 1919 Stolp   | 12   | 5 | 2 | 5  | 39:27 | 12   |
| 5.     | SV Blücher Stolp        | 12   | 3 | 3 | 6  | 23:41 | 9    |
| 6.     | FC Pfeil 1919 Lauenburg | 9    | 3 | 1 | 5  | 20:27 | 7    |
| 7.     | Bütower SV 1916         | 11   | 0 | 0 | 11 | 7:45  | 0    |

|  | Geplaatst voor Bezirksliga |
|  | Degradatie                 |

### Kreisliga Köslin
Er vond geen competitie plaats dit seizoen, SV Preußen Köslin nam wel namens deze Kreisliga aan de Bezirksliga deel. 

### Kreisliga Schneidemühl
| Plaats | Club                           | Wed. | W | G | V | Saldo | Ptn. |
| ------ | ------------------------------ | ---- | - | - | - | ----- | ---- |
| 1.     | SV Hertha 1910 Schneidemühl    | 10   | 9 | 1 | 0 | 33:15 | 19   |
| 2.     | FC Viktoria 1916 Schneidemühl  | 11   | 7 | 1 | 3 | 50:19 | 15   |
| 3.     | SV Graf Schwerin Deutsch Krone | 11   | 6 | 2 | 3 | 37:22 | 14   |
| 4.     | SC Germania Neustettin         | 8    | 6 | 1 | 1 | 30:14 | 13   |
| 5.     | PSV Schneidemühl               | 12   | 5 | 2 | 5 | 34:29 | 12   |
| 6.     | FC Germania Schneidemühl       | 12   | 4 | 1 | 7 | 20:51 | 9    |
| 7.     | SC Erika 1915 Schneidemühl     | 14   | 2 | 5 | 7 | 19:32 | 9    |
| 8.     | FC Preußen Flatow              | 12   | 2 | 2 | 8 | 27:37 | 6    |
| 9.     | SV 1919 Deutsch Krone          | 10   | 1 | 1 | 8 | 6:37  | 3    |

|  | Geplaatst voor Bezirksliga |
|  | Degradatie                 |

## Bezirksliga

### Voorronde

#### Groep A
| Plaats | Club                        | Wed. | W | G | V | Saldo | Ptn. |
| ------ | --------------------------- | ---- | - | - | - | ----- | ---- |
| 1.     | Danziger SC 1912            | 4    | 3 | 0 | 1 | 18:6  | 6    |
| 2.     | SV Viktoria 1910 Elbing     | 4    | 2 | 0 | 2 | 11:10 | 4    |
| 3.     | SV Hertha 1910 Schneidemühl | 4    | 1 | 0 | 3 | 5:18  | 2    |

|  | Geplaatst voor finale |

#### Groep B
| Plaats | Club                   | Wed. | W | G | V | Saldo | Ptn. |
| ------ | ---------------------- | ---- | - | - | - | ----- | ---- |
| 1.     | SV Viktoria 09 Stolp   | 4    | 3 | 0 | 1 | 12:10 | 6    |
| 2.     | SC Preußen 1909 Danzig | 4    | 2 | 1 | 1 | 23:9  | 5    |
| 3.     | SV Preußen Köslin      | 4    | 0 | 1 | 3 | 8:24  | 1    |

|  | Geplaatst voor finale |

### Finale
|                 |             |       |                   |        |
| 8 november 1931 | Danziger SC | 0 – 3 | SV Viktoria Stolp | Danzig |
| 8 november 1931 |             |       |                   | Danzig |

|                 |                   |       |             |       |
| 8 november 1931 | SV Viktoria Stolp | 1 – 0 | Danziger SC | Stolp |
| 8 november 1931 |                   |       |             | Stolp |